# Hakima El Haité

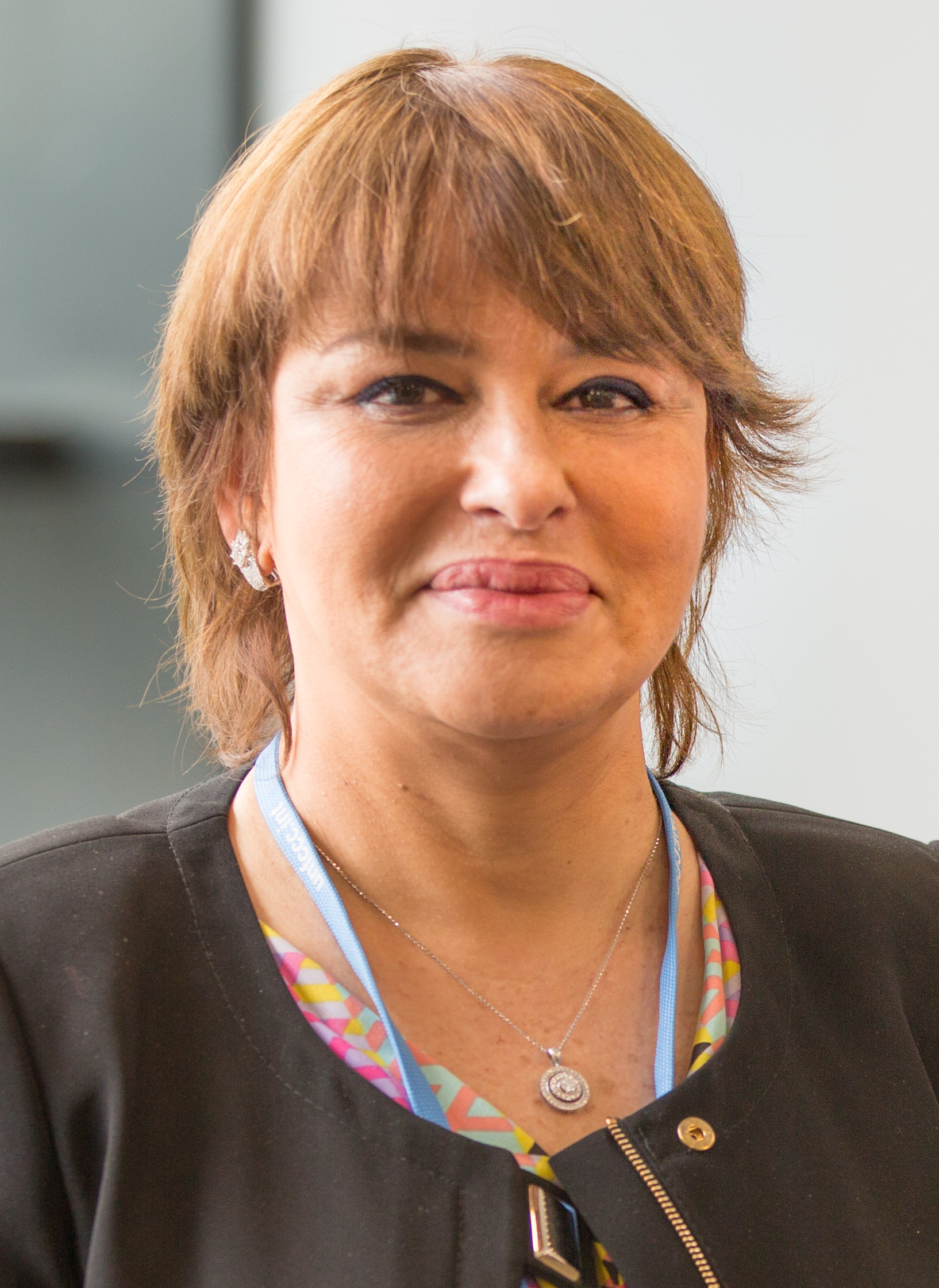
Hakima El Haité (2016)

Hakima El Haité (arabisch حكيمة الحيطي, DMG Ḥakīma al-Ḥaiṭī; * 13. Mai 1963 in Fès) ist eine marokkanische Politikerin (Volksbewegung). Von 2013 bis 2015 war sie Umweltministerin von Marokko. Seit Dezember 2018 ist sie die erste nicht europäische Vorsitzende der Liberalen Internationalen.

## Ausbildung
El Haité schloss 1986 ihr Studium in Biologie und Mikrobiologie an der Sidi Mohamed Ben Abdellah Universität in Fès ab. Nach ihrem Studium schloss sie zwei Ph.D. an der Universität von Meknès sowie an der École nationale supérieure des mines de Saint-Étienne in Saint-Étienne (Frankreich) ab.